# 埼玉県保育所一覧
埼玉県保育所一覧（さいたまけんほいくしょいちらん）は、埼玉県の保育所の一覧。
なお、認定こども園については保育所型認定こども園と幼保連携型認定こども園を記載する。類型については、埼玉県公表の認定こども園一覧による。

## さいたま市
さいたま市公式Webサイトより。

### 西区
公立保育所
- さいたま市立植水保育園
- さいたま市立指扇保育園
- さいたま市立馬宮保育園
- さいたま市立三橋西保育園

私立保育所
- 明日香保育園
- まみ保育園
- おうぎの森保育園
- あおぞら西保育園
- 西遊馬保育園
- 未来ほしの子保育園
- 西大宮どんぐり保育園
- 野の花すみれ保育園
- 西大宮青藍保育園
- めいあい保育園
- アカツキ保育園
- えがお三橋保育園
- くれよん保育園
- 西大宮はばたき保育園
- 明日香西大宮保育園
- 西大宮まりーな保育園
- 指扇はっぴー保育園

私立認定こども園
- 愛徳幼稚園（幼保連携型）

私立小規模保育事業所
- バンビっこ保育園
- あそびのてんさい指扇保育園
- バンビっこ西大宮保育園
- あそびのてんさい西大宮保育園
- あそびのてんさい西大宮第2保育園

私立事業所内保育事業
- おうぎの森第二保育園（特別養護老人ホーム扇の森）

### 北区
公立保育所
- さいたま市立日進保育園
- さいたま市立東大成保育園
- さいたま市立宮原保育園
- さいたま市立大砂土保育園
- さいたま市立日進西保育園
- さいたま市立奈良保育園
- さいたま市立泰平保育園

私立保育所
- 大宮さくら保育園
- 本郷保育園
- 大宮つぼみ保育園
- ハーモニー保育園
- 今羽保育園
- にじいろ保育園
- けやきの森保育園
- くすのき保育園
- 遊美保育園
- 大宮むさしの保育園
- うぃず日進駅前保育園
- ゆうりん保育園
- にじの星保育園
- えがお保育園
- 大宮日進さくらんぼ保育園
- あい音保育園
- 大宮たんぽぽ保育園
- ゆうりん保育園分園
- 東大成ひなた保育園
- うぐす保育園日進
- 大宮みちのこ保育園
- まーぶる保育園
- まーぶるゆうゆう保育園
- こんばの森保育園
- みずほ保育園大宮大成
- 宮原西口クマさん保育所
- とろポポロ保育園

私立小規模保育事業所
- KIZZ保育室
- くれよん保育園2号園
- クマさん保育所宮原園
- 保育所まぁむ日進園
- 保育所まぁむ日進園2
- かたつむり保育園土呂
- まーぶる保育園 にじルーム
- 北大宮クマさん保育所
- sora保育園
- 保育室アカツキ
- 保育園NATURAL HOUSE 日進園
- リトルパンダ保育園
- さいたまエンゼルホーム
- KIRR保育園
- すずらん保育園
- シルフィー保育園
- SSマザーリング保育園
- まーぶる保育園 ほしルーム

私立事業所内保育事業
- コスモス保育園 大宮奈良町園（株式会社鈴や商事）

### 大宮区
公立保育所
- さいたま市立大宮保育園
- さいたま市立三橋保育園
- さいたま市立天沼保育園
- さいたま市立上小保育園
- さいたま市立大成保育園
- さいたま市立寿能保育園
- さいたま市立桜木保育園

私立保育所
- 白菊保育園
- もとの木保育園
- 桜花保育園
- らそ保育園
- あおぞらウィンクルム保育園
- 太陽の子堀の内保育園
- 大成たいよう保育園
- みずほ保育園大宮天沼
- 大宮すこやか保育園
- 新都心ひなた保育園
- 桜花第二保育園
- 保育園ミルキーウェイ大成園
- 大宮西口ひなた保育園
- 大宮ひなた保育園
- ゆりかご保育園

私立認定こども園
- 聖愛幼稚園（幼保連携型）

私立小規模保育事業所
- なでしこキッズルーム
- ころぼっくる保育園
- はぐはあとひまわり保育園
- ゆりかご第二保育園
- くまの子倶楽部保育室
- ハローキッズひまわり保育園
- ハローキッズさくら保育園
- アルタベビー三橋園
- 新ゆりかご保育園
- ひなたぼっこ保育園
- うぐす保育園 大成
- 小学館アカデミー大宮だっこ保育園
- ゆりかご第一保育園
- ソーレピッコロ保育園
- ソーレ保育園
- スクルドエンジェル保育園大宮園

### 見沼区
公立保育所
- さいたま市立大和田保育園
- さいたま市立七里保育園
- さいたま市立片柳保育園
- さいたま市立東大宮保育園
- さいたま市立七里東保育園
- さいたま市立春野保育園

私立保育所
- あすなろ保育園
- やまばと保育園
- ふたば保育園
- 見沼あかね保育園
- ルミエール保育園
- アーバンみらい東大宮プライムキッズガーデン保育所
- アスク東大宮保育園
- まきば保育園
- 風渡野保育園
- ふたば夢保育園
- きらめき保育園
- 大宮みぬま保育園
- 蓮沼保育園
- あすなろ若葉保育園
- きらら園
- 見沼あかね保育園分園
- こどものしろ保育園
- はすぬま第二保育園
- 保育園ハニーガーデン
- 七里めぐみ保育園
- 保育園ミルキーウェイ東大宮園
- 大和田とちのき保育園
- きゃんばす東大宮保育園
- のぞみ保育園
- きらら西口園

私立認定こども園
- 七里ふたばこども園（幼保連携型）

私立小規模保育事業所
- 保育所ちびっこランドななさと園
- 保育園ハニーハウス本館
- はぐくみ保育所
- あい保育
- こどものしろ保育園 ベビー
- 保育室まんまる
- 保育園ハニーハウス東大宮園
- リトルキッズ保育園
- こどものしろ保育園東口園

私立事業所内保育事業
- タムロンキッズ保育園（株式会社タムロン）

### 中央区
公立保育所
- さいたま市立上落合保育園
- さいたま市立与野本町保育園
- さいたま市立大戸保育園
- さいたま市立下落合団地保育園
- さいたま市立鈴谷西保育園
- さいたま市立鈴谷東保育園
- さいたま市立八王子保育園

私立保育所
- 与野ひなどり保育園
- あおぞら保育園
- まどか保育園
- 与野本町駅前保育所 72 57日
- 茶々すずや保育園
- ゆめいろ保育園
- そらいろ保育園
- 南よの虹保育園
- さいたまちとせ保育園
- リトルやまゆり保育園
- ココファン・ナーサリーさいたま新都心
- みずほ保育園与野新中里
- 小鳩保育園南与野
- リップル保育園鈴谷
- 保育園ミルキーウェイインターナショナル新都心園
- スキップ本町保育園
- 保育園ミルキーウェイ与野本町園
- 保育所まぁむ大宮園

私立認定こども園
- 与野あいし幼稚園（幼保連携型）

私立小規模保育事業所
- 保育ルームKanon melody
- 親愛北与野保育室
- ながれ星保育園 与野本町
- Happy Room
- 親愛与野駅前保育室
- 保育園ミルキーウェイ北与野園
- シェトワ保育園
- 保育園ミルキーウェイ与野本町ベビー
- 保育所まぁむ与野園
- 保育ルームKanon rhythm

私立事業所内保育事業
- たまご保育所（田中産業株式会社）
- イオンモール与野ルピナス保育園

### 桜区
公立保育所
- さいたま市立大久保保育園
- さいたま市立田島保育園
- さいたま市立白鍬保育園
- さいたま市立西堀保育園
- さいたま市立上大久保保育園

私立保育所
- 浦和ひなどり保育園
- 聖徳保育園
- わらしべ保育園
- ひまわりDo・Do保育園
- 菁莪保育園
- 若草保育園
- ひまわりDo・Do第2保育園
- ニチイキッズさいたま保育園
- わらしべ第二保育園
- たじま絆保育園
- いちご桜保育園
- 中浦和たいよう保育園

私立小規模保育事業所
- きりん保育ルーム
- こびとの森乳幼児園
- ベル保育園
- さくら保育園 西浦和ルーム

### 浦和区
公立保育所
- さいたま市立岸町保育園
- さいたま市立本太保育園
- さいたま市立領家保育園
- さいたま市立駒場保育園
- さいたま市立浦和中央保育園
- さいたま市立常盤保育園
- さいたま市立常盤北保育園
- さいたま市立東仲町保育園
- さいたま市立針ケ谷保育園
- さいたま市立大東保育園

私立保育所
- エンゼル保育園
- ひまわり乳児保育園
- 椎の実保育園
- うらわライトハウス保育園
- 浦和たいよう保育園
- 常盤こころ保育園
- ココファン・ナーサリー浦和
- スターチャイルド《浦和保育園》
- 北浦和駅前保育園
- 輝萌の森浦和園
- ココファン・ナーサリー浦和前地
- 上木崎保育所
- うらわポポロ保育園
- 常盤たいよう保育園
- うぃず針ヶ谷保育園
- 浦和いろは保育園
- リップル保育園与野
- ながれ星保育園北浦和
- ふらっとセントラル保育園
- 木崎たいよう保育園
- 小鳩保育園高砂
- 浦和ひなた保育園
- 保育園ナチュラル浦和園
- 元町たいよう保育園
- うぐす保育園浦和元町
- アルタキッズ浦和常盤園

私立認定こども園
- 認定こども園母の会（幼保連携型）
- ひかり認定こども園（幼保連携型）

私立小規模保育事業所
- さくら保育園 浦和東口ルーム
- 保育園キッズ・マリーナ浦和園
- 保育所まぁむ北浦和駅前園
- 浦和ひかり保育園
- なかよしハッピー保育室
- なでしこキッズルーム北浦和
- 正光寺保育園北浦和園
- きりん保育ルーム 常盤園
- Vキッズ レアレア保育園
- 保育園フェアリーテイルにじ
- 正光寺保育園浦和園
- まーぶる保育園 浦和園
- 浦和みゆき保育園
- はっぴー保育園 浦和園
- 保育園かまちBambini
- ぞうさんのおうち
- みずほ保育園浦和北口
- みずほ保育園東仲町
- アルタベビー浦和園
- ステラ保育園
- 保育園ミルキーウェイ上木崎園
- 保育園ミルキーウェイ与野園
- 森のおうち ひよこルーム
- リップル保育園浦和
- はちみつ保育園
- 保育所まぁむイオン北浦和園
- うぐす保育園 北浦和
- フェアリーテイルほし
- アルタベビー浦和常盤園
- 保育園プ・アン
- ルアナ保育園 浦和
- 彩の調保育園 浦和高砂
- 与野はっぴー保育園
- イエローペンギン保育園
- プレキンダー ひかり
- 保育ルームOhana
- なかよし保育室
- さくら保育園 第2駒場ルーム

私立事業所内保育事業
- コバトン保育園（埼玉県庁）

### 南区
公立保育所
- さいたま市立南浦和保育園
- さいたま市立文蔵保育園
- さいたま市立白幡保育園
- さいたま市立大谷場保育園
- さいたま市立辻保育園
- さいたま市立曲本保育園
- さいたま市立大谷口保育園
- さいたま市立武蔵浦和保育園

私立保育所
- 保育園萌夢
- 武蔵浦和Jキッズステーション
- こびとの森保育園
- 武蔵浦和桑の実保育園
- 南浦和たいよう保育園
- スターチャイルド《みなみ保育園》
- いちご保育園
- ゆめの樹保育園
- 彩の森保育園
- ココファン・ナーサリー武蔵浦和保育園
- 向こころ保育園
- アスクむさしうらわ保育園
- アートチャイルドケア南浦和
- いちご南保育園
- さいたまたいよう保育園
- 太陽の子大谷口保育園
- 保育園第二萌夢
- ゆめの樹第二保育園
- ゆめの星保育園
- 小鳩保育園南浦和
- さい桜保育園
- チャイルドスクエアむさしうらわ
- あおば保育園
- 小鳩保育園南本町
- コスモス保育園
- 武蔵浦和クマさん保育所
- ゆめの駅保育園
- 中浦和まりーな保育園
- 武蔵浦和ひなた保育園
- いちごの里保育園
- 保育園ミルキーウェイ武蔵浦和園
- はれぞら保育園
- いちごの花保育園
- 南浦和ひなた保育園
- 浦和メープル保育園
- 南浦和クローバー保育園
- 保育園ミルキーウェイラムザ園
- 武蔵浦和さくら保育園

私立小規模保育事業所
- ココス・キッズワールド保育室
- 輝萌の森 南浦和園
- ゆめの樹ベビー保育園
- 保育園ミルクハウス
- 保育園キッズ・マリーナ
- 辻さくら保育園
- 小鳩スマート保育所 南浦和
- 保育ルームOhana武蔵浦和園
- 保育所まぁむ南浦和園
- 小鳩家庭保育室
- いちご武蔵浦和駅前保育園
- ちゅうりっぷ保育園
- 保育ルーム スター☆キッズ武蔵浦和園
- 保育園ハニーハウス武蔵浦和園
- 正光寺保育園南浦和園
- ちゅうりっぷ第2保育園
- こもれび保育園 大谷口
- みらいステップ南浦和園
- 保育園 NATURAL HOUSE 武蔵浦和園
- シュタイナー浦和保育園
- 森のなかま保育園 武蔵浦和ルーム
- あい保育園
- 彩の調保育園 南本町
- 南浦和はっぴー保育園
- 武蔵浦和はっぴー保育園
- きりん保育ルーム中浦和園
- はるか保育園
- 保育園ミルクハウス・ポケット
- 南浦和ファーストスター保育園

私立事業所内保育事業
- けやきホームズ保育園（特別養護老人ホームけやきホームズ）

### 緑区
公立保育所
- さいたま市立尾間木保育園
- さいたま市立原山保育園
- さいたま市立三室保育園

私立保育所
- エンゼル乳幼児園
- こぐま保育園
- 東浦和みどり保育園
- 松木保育園
- めだか保育園
- あいう園美園浦和美園駅前保育園
- みう保育園
- けやきの森保育園芝原園
- 東浦和たいよう保育園
- あいう園浦和美園ウイングシティ保育園
- 保育園ナチュラル
- 第2東浦和みどり保育園
- るい保育園
- ふらっと保育園
- ブライト保育園浦和美園
- きらり遊愛保育園
- 美園にじのこ保育園
- みらい保育園
- 浦和みその保育園
- くまの子倶楽部三室保育園本館
- きらりつばさ保育園
- 遍照浦和美園保育園
- 保育園大きなぞうさん
- ステラさいたま大門保育園
- つばき保育園
- アルタキッズ美園駅前園
- チャイルドルーム
- ブルーエレファント保育園
- 保育園大きなぞうさん浦和中尾
- マロカル保育園
- アルタキッズ美園東園
- 小鳩保育園美園

私立小規模保育事業所
- まあれ愛恵保育園
- 野の花保育園
- なでしこキッズルーム東浦和
- くまの子倶楽部三室保育園
- 浦和美園駅 ひまわり保育室
- のびっこ保育園 ひよこルーム
- のびっこ保育園 うさぎルーム
- ぴよぴよ第2保育園
- アルタベビー美園駅前園
- フォーマミー浦和美園保育園
- アルタベビー美園東園
- ひだまり園
- どんぐり保育園
- 保育ルームぞうさんのいえ 本館
- 保育ルームぞうさんのいえ 新館

私立事業所内保育事業
- コスモス保育園 浦和山崎園（株式会社鈴や商事）
- コスモス保育園 浦和山崎園第Ⅱ（株式会社鈴や商事）

### 岩槻区
公立保育所
- さいたま市立西町保育園
- さいたま市立岩槻本町保育園
- さいたま市立諏訪保育園
- さいたま市立美幸保育園

私立保育所
- たちばな保育園
- 岩槻保育園
- 東武保育園
- 岩槻さくら保育園
- 東岩槻保育園
- 東武第二保育園
- かわいデイナースリー保育園
- リズム保育園
- きらり保育園
- 美園リズム保育園
- おひさま保育園岩槻
- きらり白妙保育園
- 浦和美園まりーな保育園

私立認定こども園
- 認定こども園岩槻ひまわり幼稚園（幼保連携型）

私立小規模保育事業所
- 鹿室めぐみ保育園
- ふるーる保育園 岩槻駅前

## 川越市
川越市公式Webサイトより。
公立保育所
- 川越市立中央保育園
- 川越市立仙波町保育園
- 川越市立神明町保育園
- 川越市立小室保育園
- 川越市立脇田新町保育園
- 川越市立今成保育園
- 川越市立新宿町保育園
- 川越市立古谷保育園
- 川越市立古谷第二保育園
- 川越市立南古谷保育園
- 川越市立南古谷第二保育園
- 川越市立高階保育園
- 川越市立高階第二保育園
- 川越市立高階第三保育園
- 川越市立大東保育園
- 川越市立霞ケ関保育園
- 川越市立霞ヶ関第二保育園
- 川越市立川鶴保育園
- 川越市立名細保育園
- 川越市立名細第二保育園

私立保育所
- 下田保育園
- むさしの保育園
- 増美保育園
- まきば保育園
- おおぞら保育園
- バンビ保育園
- 貴精保育園
- 高の葉保育園
- マーガレット保育園
- 芳野保育園
- 風の子保育園
- 笠幡菜の花保育園
- はるかぜ保育園
- 風の子第二保育園
- 伊佐沼すまいる保育園
- さくらんぼ保育園
- あゆみ保育園
- おがやの里しもだ保育園
- ねむの木保育園
- かつらの木保育園
- 慶櫻南台保育園
- ともいき保育園
- 増美保育園田町
- レイモンド川越保育園
- 星の子みのり保育園
- 音羽の森保育園
- 増美保育園本川越分園
- 川越七歩保育園
- 紀秀会川越やまだ保育園
- マーガレット保育園いなほ分園
- 増美保育園川越駅前分園
- さくらんぼ第二保育園
- かつらの木第2保育園
- 音羽の森第二保育園
- どんぐりの森保育園
- おひさま保育園川越富士見町
- 高階すまいる保育園
- 紀秀会川越南やまだ保育園
- 増美保育園川越
- 星の子第二保育園

私立認定こども園
- ひかりの子認定こども園（幼保連携型）
- 認定こども園のぞみ幼稚園（幼保連携型）
- 認定こども園泉の森川越（幼保連携型）
- 芳野台こども園（幼保連携型）
- 認定こども園ふじま幼稚園（幼保連携型）
- 認定こども園初雁幼稚園（幼保連携型）
- 認定こども園岡田幼稚園（幼保連携型）

私立小規模保育事業所
- たむら保育園
- すみれ保育園
- つぼみ保育園
- なのはな第2保育園
- あそびのてんさい　新河岸第2保育園
- 並木あすなろ保育園
- やしのみ保育園
- まーぶる保育園　しんがし園
- ぽっかぽか保育園
- ちゅうりっぷ園川越
- 上戸保育園
- おひさま保育園川越
- あそびのてんさい　新河岸保育園
- ありす保育園
- めだか保育園
- 川越ベビーホーム
- あしたばこども園乳児舎
- なのはな保育園
- 星の子乳児保育園

私立事業所内保育事業
- ミルキーホーム川越園
- 埼玉ヤクルト保育園かわもぐ保育ルーム（埼玉ヤクルト販売株式会社）
- 秀学会川越クレアモール保育園（社会福祉法人紀秀会）
- かつらの木ハート保育園（社会福祉法人桂樹会）
- ベビーかろーれ川越（特定非営利活動法人カローレ）
- くっきぃず保育園
- ヤオコー川越保育園（株式会社ヤオコー）
- 陽だまり保育園
- 希望保育園第二
- あそびのてんさい新河岸第三

## 熊谷市
熊谷市公式Webサイトより。
公立保育所
- 熊谷市立荒川保育所
- 熊谷市立銀座保育所
- 熊谷市立籠原保育所
- 熊谷市立石原保育所
- 熊谷市立玉井保育所
- 熊谷市立中条保育所
- 熊谷市立曙町保育所
- 熊谷市立箱田保育所
- 熊谷市立市田保育所
- 熊谷市立吉見保育所
- 熊谷市立上須戸保育所
- 熊谷市立江南保育所

私立保育所
- 愛隣保育園
- みたけ保育園
- なでしこ保育園
- 第二なでしこ保育園
- くるみ保育園
- 第二くるみ保育園
- 新里保育園
- こどもの家保育園
- ことぶき乳児保育園
- ほしのみや保育園
- 熊谷太井保育園
- スダナ保育園
- 奈良保育園
- 第三なでしこ保育園
- しらこばと保育園
- 新里第二保育園
- ことぶき花ノ木保育園
- 田島保育園
- 第二田島保育園
- 道ヶ谷戸愛児園
- ゆかり保育園
- 篭原のこキッズ保育園
- ことぶきイーサイト保育園
- わらしべの里共同保育所

私立認定こども園
- 三尻こども園（幼保連携型）
- 荒川こども園（幼保連携型）
- まことこども園（幼保連携型）
- 立正幼稚園（幼保連携型）
- 成田こども園（幼保連携型）

私立小規模保育事業所
- キッズハウス籠原保育室
- なでしこ家庭保育室「わらべ」
- りゅうさい保育所
- 野鳥の森うさぎ保育園
- あかね保育室
- もみの木共同保育所
- ことぶきつくし保育園
- さくらキッズ保育園
- 保育室 黒ひげ先生

## 川口市
川口市公式Webサイトより。
公立保育所
- 川口市立栄町保育所
- 川口市立本町保育所
- 川口市立川口駅前保育園
- 川口市立仲町保育所
- 川口市立仲町東保育所
- 川口市立川口西保育園
- 川口市立並木南保育所
- 川口市立並木東保育園
- 川口市立南青木保育所
- 川口市立青木北保育所
- 川口市立上青木西保育所
- 川口市立前川南保育所
- 川口市立前川保育所
- 川口市立青木保育所
- 川口市立上青木保育所
- 川口市立あさひ保育所
- 川口市立朝日北保育所
- 川口市立朝日西保育所
- 川口市立領家保育所
- 川口市立南平保育園
- 川口市立新郷峯保育所
- 川口市立新郷保育所
- 川口市立根岸北保育所
- 川口市立神根保育所
- 川口市立芝中央保育所
- 川口市立芝西保育所
- 川口市立芝保育所
- 川口市立芝園保育所
- 川口市立芝北保育所
- 川口市立芝南保育所
- 川口市立芝高木保育所
- 川口市立安行保育所
- 川口市立戸塚西保育所
- 川口市立戸塚保育所
- 川口市立戸塚しらぎく保育園
- 川口市立戸塚のぞみ保育園
- 川口市立桜保育所
- 川口市立里保育所
- 川口市立三ツ和保育所
- 川口市立南鳩ヶ谷保育所

私立保育所
- 川口きらら保育園
- 彩の実保育園
- はなにこ保育園
- ひふみ保育園
- コンビプラザ川口東保育園
- たいよう保育園川口本町園
- うぃず川口本町保育園
- ふるーる保育園川口本町
- カルチャ－保育園
- うぃず川口東口保育園
- まなびの森保育園川口
- キッズランド川口金山町園
- 太陽の子川口幸町保育園
- あいう園
- いろは園
- 保育所まぁむ川口東口園
- OHANA川口保育園
- 川口アイ保育園
- うぃず川口西口保育園
- KIDS ONE 川口
- 川口すみれ保育園
- かわぐち杜の保育園
- みらい保育園
- 川口リボンシティ保育園
- 西川口クマさん保育所
- 川口青木おおぞら保育園
- ドルフィン・キッズ保育園川口
- たいよう保育園中青木園
- 西青木クマさん保育所
- しいのみ保育園
- バンビ保育園あさひ
- おさなご園
- うぃず川口元郷駅前保育園
- ワールド保育園
- さくらそう保育園元郷
- レオ保育園川口
- アケボノ保育園
- 元郷まりーな保育園
- みどりご園
- 鳩笛保育園
- あおい保育園
- 川口こども園
- 川口木曽呂ゆたか保育園
- 川口おおぞら保育園
- 川口星の子保育園
- 赤芝保育園
- スキップ川口保育園
- リトル保育園川口
- ココファン・ナーサリー川口芝
- インフィニティ保育園柳崎園
- 安行東光保育園
- プリスクレール・ディゾ・アンジェ安行藤八
- 汽車ぽっぽ第2保育園
- かわぐちこころ保育園
- 川口安行まりーな保育園
- うぐす保育園川口戸塚
- フォーマザー西立野保育園
- 東川口あら川保育園
- 東川口鳩笛保育園
- たいよう保育園東川口園
- プリスクレール・ディゾ・アンジェ川口戸塚
- そよ風保育園 戸塚園
- アスク東川口保育園
- ステラ川口戸塚保育園
- うぃず戸塚安行駅前保育園
- 赤芝第二保育園
- 東かわぐちポポロ保育園
- フォーマザー保育園第2分園
- フォーマザー保育園第1分園
- フォーマザー保育園
- 汽車ぽっぽ保育園
- プリスクレール・ディゾ・アンジェ戸塚安行
- 川口くれよん保育園
- はとがや保育園
- 正光寺保育園鳩ヶ谷園
- 鳩ヶ谷キッズランド
- マリヤ保育園
- アルタキッズ鳩ヶ谷園
- みずほ保育園川口里
- いちごひがし保育園
- 鳩ヶ谷めぐみ保育園
- いちご保育園
- どんぐり保育園
- 太陽の子南鳩ヶ谷駅前保育園
- いちごみなみ保育園
- はちまんぎ保育園
- 川口まりーな保育園
- バンビ保育園

私立認定こども園
- 川口ふたばこども園（幼保連携型）
- みのりこども園（幼保連携型）

私立小規模保育事業所
- ユアーズ・マミー保育室
- コマームナーサリー川口
- さくら保育園川口東口園
- まーぶる保育園リプレ川口園
- アップルナースリー
- 保育所キッズアイランド川口市役所前園
- 保育園キッズハウス川口園第1保育室
- 保育園キッズハウス川口園第2保育室
- 保育所まぁむ川口西口園
- Happiness川口保育園
- たいよう保育園西川口駅西口園
- ふるーる保育園川口並木
- たいよう保育園西川口駅東口園
- 西川口アイ保育園
- エンゼル保育園　川口駅前園
- 保育所ちびっこランド飯塚園
- わかば保育園
- あゆみ保育所
- あいう園乳児保育室
- ふるーる保育園川口前川
- たいよう保育園上青木西園
- マミ保育園
- びぃ～んずくらぶNeo
- Merryびぃ～んず保育園
- さくらそう保育園朝日
- さくらそう保育園東領家
- ひだまりの園
- 可愛い子保育園
- よつば保育園
- エンゼル保育園石神園
- 保育園キッズハウス新井宿駅前園
- ともいき保育園
- ふるーる保育園川口芝
- ゆたか保育園
- かたつむり保育園芝新町
- たいよう保育園芝中田園
- 安行東おうち保育園
- ひよこ保育園
- 第1ひまわり園
- 東川口保育園えくぼ
- たいよう保育園戸塚東園
- 東川口駅前そよ風保育園
- うさぎ野原の保育園
- 第2ひまわり園
- さくら保育園　西立野園
- 保育ルームFelice東川口園
- さくら保育園　戸塚園
- 第1フォーマミー保育園
- 第3フォーマミー保育園
- 保育園キッズハウス東川口園第1保育室
- 第2フォーマミー保育園
- うさぎ第2保育園
- 保育ルーム　スター☆キッズ
- Kid'sPatioはとがや園
- かたつむりベビー保育園 鳩ケ谷
- 保育所ちびっこランド南鳩ヶ谷駅園
- 保育ルームFelice鳩ヶ谷園
- 桃の花ナーサリー南鳩ヶ谷ルーム
- 桃の花ナーサリー第2南鳩ヶ谷ルーム

私立事業所内保育事業
- 川口わんぱく保育園（医療法人社団桐和会）
- ふるーる保育園川口二十三夜

## 行田市
行田市公式Webサイトより。
公立保育所
- 行田市立持田保育園
- 行田市立長野保育園
- 行田市立南河原保育園

私立保育所
- 若葉保育園
- 和光保育園
- 白鳩保育園
- ホザナ保育園
- 太井保育園
- 小羊チャイルドセンター
- 太田保育園
- 埼玉保育園
- 持田保育園
- 長野保育園
- 南河原保育園

私立認定こども園
- 行田こども園（幼保連携型）

私立小規模保育事業所
- たけのこ保育室
- 長澤家庭保育室
- あゆみ保育園
- こどものみらい保育園
- きらめきの森保育園

## 秩父市
秩父市公式Webサイトより。
公立保育所
- 秩父市立永田保育所
- 秩父市立日野田保育所
- 秩父市立花の木保育所
- 秩父市立影森保育所

公立認定こども園
- 秩父市立吉田こども園（幼保連携型）

私立保育所
- 山田保育園
- 秩父かなめ保育園
- 秩父若葉保育園
- くわの実保育園
- 風の森保育園
- わどうの森保育園
- こもれびの森保育園

私立認定こども園
- 秩父こども園（幼保連携型）
- 大畑こども園（幼保連携型）
- 秩父さくら幼稚園（幼保連携型）
- かみたのこども園（幼保連携型）
- 秩父ふたばこども園（幼保連携型）
- 緑ガ丘認定こども園（幼保連携型）

私立事業所内保育事業
- まんよう保育園（社会福祉法人秩父福祉会　万葉の郷）
- アプリコットプレスクール（社会福祉法人秩父正峰会　杏子苑）

## 所沢市
所沢市公式Webサイトより。
公立保育所
- 所沢市立中新井保育園
- 所沢市立並木保育園
- 所沢市立所沢保育園
- 所沢市立新所沢保育園
- 所沢市立北所沢保育園
- 所沢市立安松保育園
- 所沢市立松井保育園
- 所沢市立西新井保育園
- 所沢市立松郷保育園
- 所沢市立北秋津保育園
- 所沢市立吾妻保育園
- 所沢市立山口西保育園
- 所沢市立山口保育園
- 所沢市立西所沢保育園
- 所沢市立小手指保育園
- 所沢市立富岡保育園
- 所沢市立柳瀬保育園
- 所沢市立三ケ島保育園
- 所沢市立さやまが丘保育園

私立保育所
- ひまわり保育園
- 所沢すこやか保育園
- 所沢文化保育園
- Nicot所沢
- わかたけ元町保育園
- わかたけ保育園
- 泉町保育園
- 向陽保育園
- Nicot新所沢
- アンドレア保育園
- 太陽園
- 東所沢保育園
- 東所沢たんぽぽ駅前保育園
- あきつやまゆり保育園
- くすのき台保育園
- 所沢おひさま保育園
- 第二所沢おひさま保育園
- ところっこ保育園
- わかたけ鳩峯保育園
- 桑の実西所沢保育園
- 第二所沢元氣保育園
- やまゆり保育園
- あかねの風保育園
- あかねの虹保育園
- Nicot小手指
- 小手指向陽保育園
- わかば保育園
- きたの第2保育園
- 北野保育園
- 所沢元氣保育園
- 陽明保育園
- 桑の実本郷保育園
- みどり保育園
- 優々の森保育園
- 優々保育園
- あかね保育園

私立認定こども園
- 幼保連携型認定こども園所沢中央文化幼稚園（幼保連携型）
- れんげこども園（保育所型）
- 幼保連携型認定こども園所沢第六文化幼稚園（幼保連携型）
- 双実こども園（幼保連携型）
- 東所沢たんぽぽこども園（幼保連携型）
- 桑の実こども園（幼保連携型）
- なかよしこども園（幼保連携型）
- 第二なかよしこども園（幼保連携型）

私立小規模保育事業所
- 保育室エンジェルキッズ
- 所沢ひまわりルーム
- LONLON保育園
- かめさん保育園
- よつば陽明保育園
- にじのいろ保育園
- 保育ルーム・ピーカーブー
- じょんのび保育園
- るりあん保育園
- 保育ルームスマイルキッズ
- れんげほしのこ保育室
- あおぞら陽明保育園
- さくらんぼ保育室
- どんぐりほいくしつ
- まみい保育室
- なでしこ保育室
- ぶんぶん保育室
- ちびっ子の森保育園
- チャイルドケアセンターこぐま
- れおん保育室
- ベビーランド保育園
- バルーンナーサリーズ保育室

## 飯能市
飯能市公式Webサイトより。
公立保育所
- 飯能市立山手保育所
- 飯能市立第二区保育所
- 飯能市立富士見保育所
- 飯能市立浅間保育所
- 飯能市立加治保育所
- 飯能市立加治東保育所
- 飯能市立美杉台保育所
- 飯能市立吾野保育所
- 飯能市立原市場保育所

私立保育所
- すぎのこ保育園
- ぽかぽか保育園
- 飯能元氣保育園
- 飯能元氣保育園分園
- シーザースクリークチャイルドケア
- シーザースクリークチャイルドケア分園
- Nicot飯能

私立認定こども園
- 認定こども園さゆり幼稚園（幼保連携型）
- 認定こども園白鳥幼稚園（幼保連携型）

私立小規模保育事業所
- わかば保育室

## 加須市
加須市公式Webサイトより。
公立保育所
- 加須市立第一保育所
- 加須市立こすもす保育園
- 加須市立第三保育所
- 加須市立第四保育所
- 加須市立騎西保育所
- 加須市立北川辺保育所
- 加須市立わらべ保育園

私立保育所
- 愛泉幼児園
- 戸川保育園
- 加須保育園
- 不動岡保育園
- 不動岡第二保育園
- 志多見保育園
- 花崎保育園
- 三俣第一保育園
- 三俣第二夜間保育園
- 三俣第三保育園
- みなみ保育園
- にしき保育園
- 吉川保育園
- リトル花保育園

私立認定こども園
- 認定こども園騎西桜が丘（幼保連携型）
- 大利根ふじこども園（幼保連携型）

## 本庄市
本庄市公式Webサイトより。
公立保育所
- 本庄市立いずみ保育所
- 本庄市立久美塚保育所

私立保育所
- 旭保育園
- 本庄保育園
- こざくら保育園
- 若草保育園
- 日の出保育園
- みどり保育園
- 聖徳本庄保育園
- 小島南保育園
- 北泉保育園
- たんぽぽ保育園
- ほほえみ子どもの国保育園
- 藤田保育園
- 児玉保育園
- 西光保育園
- 西光第二保育園
- 秋平さくら保育園

私立認定こども園
- 幼保連携型認定こども園コウガの森・梅花（幼保連携型）
- 認定こども園本庄幼稚園（幼保連携型）
- 本庄東幼稚園（幼保連携型）
- 幼保連携型認定こども園コウガの森・共和（幼保連携型）
- 認定こども園児玉櫻井幼稚園（幼保連携型）

私立小規模保育事業所
- はにぽん保育園
- ふくしまキッズ保育園
- 加川ベビールーム

## 東松山市
東松山市公式Webサイトより。
公立保育所
- 東松山市立まつやま保育園
- 東松山市立たかさか保育園
- 東松山市立わかまつ保育園
- 東松山市立からこ保育園
- 東松山市立いちのかわ保育園

私立保育所
- 若草保育園
- 桃の木保育園
- 仲よし保育園
- 第二仲よし保育園
- のもと保育園
- みどり保育園
- 高坂ひまわり保育園
- あっぷる幼児園
- ハルム松ノ木保育園
- ウェルネス保育園東松山
- 第二みどり保育園
- 桑の木保育園

私立小規模保育事業所
- どんぐり保育園
- いちご保育園
- 木の実保育園
- なないろキッズ＆マァム
- たんぽぽ保育園
- 若草駅前小規模保育園
- フレンドキッズランド高坂園
- あぴっくこども園

## 春日部市
春日部市公式Webサイトより。
公立保育所
- 春日部市立武里南保育所
- 春日部市立第3保育所
- 春日部市立第4保育所
- 春日部市立第5保育所
- 春日部市立第6保育所
- 春日部市立第7保育所
- 春日部市立第8保育所
- 春日部市立第9保育所
- 春日部市立八木崎保育所
- 春日部市立庄和第1保育所
- 春日部市立庄和第2保育所

私立保育所
- 春日部保育園
- 三愛保育園
- 小鳩保育園
- 豊春中央保育園
- やなぎ保育園
- 小渕保育園
- やはら保育園
- 一の割自然保育園
- フェアリー・キッズ保育園
- うらら保育園
- 大増のぞみ保育園
- 信愛保育園
- まんま～る保育園
- アートチャイルドケア春日部
- 小島保育園
- 緑の森保育園
- あおぞら保育園
- 武里まんま～る保育園
- 森のひろば保育園
- かすかべ杜の保育園

私立認定こども園
- 認定こども園ふたば（幼保連携型）
- 幼保連携型認定こども園武里幼稚園（幼保連携型）
- 認定こども園とよはるこども学園（幼保連携型）
- 内牧幼稚園（幼保連携型）

私立小規模保育事業所
- おうちほいくえん
- かすかべそらら保育園
- はっぴー春日部園
- ぬくもりのおうち保育春日部園
- 南桜井保育室ポコ・ア・ポコ
- しおどめ保育園春日部
- らぁむ保育園
- キッズフィールド春日部園
- ぬくもりのおうち保育南桜井園

私立事業所内保育事業
- つぶつぶ保育園
- かめさん保育園

## 狭山市
狭山市公式Webサイトより。
公立保育所
- 狭山市立柏原保育所
- 狭山市立祇園保育所
- 狭山市立新狭山保育所
- 狭山市立水野保育所
- 狭山市立笹井保育所
- 狭山市立狭山台南保育所
- 狭山市立山王保育所
- 狭山市立広瀬保育所
- 狭山市立広瀬保育所分園

私立保育所
- こひつじ保育園
- みつばさ愛育園
- 青柳保育園
- 狭山台みつばさ保育園
- 小山台保育園
- けやの森保育園
- 堀兼みつばさ保育園
- 風の森みどり保育園
- あきくさ保育園
- 風の子保育園
- ひろせ台保育園
- 東京家政大学かせい森のおうち
- むさしの森保育園
- 祇園風の光保育園
- チャイルドスクエア狭山台

私立認定こども園
- けやき認定こども園（幼保連携型）
- 狭山ふじみだい認定こども園（幼保連携型）
- 未来ふじみ認定こども園（幼保連携型）
- いるまこども園（幼保連携型）
- 未来たけのこ認定こども園（幼保連携型）

私立小規模保育事業所
- すずらん保育園
- ありす保育室
- よつばのおうち
- こうさぎ保育園
- つむぎ保育園
- ニチイキッズさやま保育園
- 狭山ひかり保育室
- 武蔵野短期大学附属保育園
- Jキッズスカイ入間保育園
- 未来にじの子ナーサリールーム

## 羽生市
羽生市公式Webサイトより。
公立保育所
- 羽生市立第1保育所
- 羽生市立第2保育所
- 羽生市立第3保育所
- 羽生市立第4保育所
- 羽生市立第5保育所
- 羽生市立第6保育所
- 羽生市立第7保育所

私立保育所
- いずみ保育園
- 須影保育園

私立認定こども園
- きむら認定こども園（幼保連携型）
- とねの会こども園（幼保連携型）
- かなくぼこども園キラリ（幼保連携型）

## 鴻巣市
鴻巣市公式Webサイトより。
公立保育所
- 鴻巣市立鴻巣保育所
- 鴻巣市立馬室保育所
- 鴻巣市立生出塚保育所
- 鴻巣市立富士見保育所
- 鴻巣市立登戸保育所
- 鴻巣市立鎌塚保育所
- 鴻巣市立吹上富士見保育所
- 鴻巣市立川里ひまわり保育園

私立保育所
- 寺谷保育園
- まごやま保育園
- どんぐり保育園
- ひかりっこ保育園
- 中央たんぽぽ保育園
- どんぐりっこ保育園
- ふくろうの森保育園
- なのはな保育園

私立認定こども園
- エンゼル幼稚園（幼保連携型）
- めぐみの木こども園（幼保連携型）
- ゆめのはなこども園（幼保連携型）
- 大芦こども園（幼保連携型）

私立小規模保育事業所
- 保育室風の街
- きずなっこ保育園
- カインド・ナーサリー鴻巣本町園
- カインド・ナーサリー北鴻巣園
- 保育所まなぴぃ
- ぬくもりのおうち保育　北鴻巣園
- ことね保育園
- LITTLE ANGEL
- 保育所まなぴぃ　川里園
- みらいの木保育園
- きずなっこガーデンナーサリー
- あおぞら保育園
- たかいたかい保育園

私立事業所内保育事業
- 元気キッズ（介護老人福祉施設こうのすタンポポ翔裕園）

## 深谷市
深谷市公式Webサイトより。
公立保育所
- 深谷市立明戸保育園
- 深谷市立みらい幼児園おかべ
- 深谷市立川本保育園
- 深谷市立川本南保育園

私立保育所
- 深谷保育園
- 樫の実保育園
- 稲荷町保育園
- 東光保育園
- さくら保育園
- すみれ保育園
- さくらんぼ保育園
- あけぼの保育園
- 光保育園
- 第二さくら保育園
- 深谷西保育園
- つばき保育園
- 仙元山保育園
- 桃園保育園
- 東つばき保育園
- 桃園第2ナーサリースクール
- 栃の木保育園
- のぞみ保育園
- エンゼル保育園
- あゆみ幼児園
- ふきのとう保育園
- 花園保育園
- 第2のぞみ保育園キッズガーデン
- あおぞら保育園
- 桜ケ丘保育園
- つばさ保育園
- 深谷藤沢保育園
- 川本のこキッズ保育園
- 深谷上柴保育園
- 花園エンゼル保育園
- 光第二保育園
- 花園第2エンゼル保育園

私立認定こども園
- 花園第二こども園（幼保連携型）
- 豊里こども園（幼保連携型）

私立小規模保育事業所
- ひばりの会ひばり保育園
- エンゼル家庭保育室
- ひまわり家庭保育室
- うさぎ保育園
- たんぽぽ保育園
- 花園第三保育室
- 第二たんぽぽ保育園
- 桃園第3保育園
- ふたば保育園

## 上尾市
上尾市公式Webサイトより。
公立保育所
- 上尾市立上尾保育所
- 上尾市立原市保育所
- 上尾市立西上尾第一保育所
- 上尾市立上尾西保育所
- 上尾市立あたご保育所
- 上尾市立かわらぶき保育所
- 上尾市立大谷保育所
- 上尾市立大石保育所
- 上尾市立小敷谷保育所
- 上尾市立原市南保育所
- 上尾市立緑丘保育所
- 上尾市立上平保育所
- 上尾市立畔吉保育所

私立保育所
- 紅花保育園
- さつき保育園
- 保育園アミ・クレイシュ
- 白ばら学園こどもの家
- 向山保育園
- こどもの園　プラムハウス本園
- こどもの園　プラムハウス分園
- ゆうゆうくじら保育園
- カオルキッズランド中妻園
- ころぽっくる保育園
- ゆうゆうくじら第2保育園
- ころぽっくる第二保育園
- 白ばら学園第2こどもの家
- ヴィラ・アミクレイシュ
- スターファーム保育園
- ココファン・ナーサリー北上尾
- しののめキッズパーク保育園
- プリスクレール　ディゾ　アンジェ
- みつばちBunBun保育園
- 上尾たいよう保育園
- 北上尾たいよう保育園
- うぐす保育園上尾春日
- 保育園ナチュラル上尾本町園
- みずほ保育園上尾富士見

私立認定こども園
- つつみの森認定こども園（幼保連携型）
- つつじが丘認定こども園（幼保連携型）
- 認定こども園泉の森（幼保連携型）
- 原市文化認定こども園（幼保連携型）

私立小規模保育事業所
- たけうま保育所
- エンゼル愛児園
- ぽっぽの家保育園
- ろんぱーるーむ
- きらきら夢ランド上尾園
- あおぞら保育園
- かたくり保育園
- バンビーナ上尾園
- バンビーナ北上尾園
- ナーサリーdeアンジェ　北上尾
- 自然食保育室むくの森
- グローバルキッズ　アリオ上尾園
- ナーサリーdeアンジェ　上尾
- ナーサリーdeアンジェ　浅間台幼保園
- 上尾なのはな保育園
- 上尾すずらん保育園
- みんないっしょのいっぽ
- 上尾なのはな第2保育園
- 親愛上尾保育園
- うぐす保育園上尾原市
- 親愛上尾第2保育園

私立事業所内保育事業
- 埼玉ヤクルト保育園　北上尾もぐもぐ保育ルーム（埼玉ヤクルト販売株式会社）

## 草加市
草加市公式Webサイトより。
公立保育所
- 草加市立たかさご保育園
- 草加市立きたうら保育園
- 草加市立あずま保育園
- 草加市立やつか保育園
- 草加市立さかえ保育園
- 草加市立まつばらきた保育園
- 草加市立しのは保育園
- 草加市立あさひ保育園
- 草加市立やなぎしま保育園
- 草加市立にしまち保育園
- 草加市立せざき保育園
- 草加市立しんぜん保育園
- 草加市立しんえい保育園
- 草加市立やはた保育園
- 草加市立やはた保育園分園
- 草加市立こやま保育園
- 草加市立ひかわ保育園
- 草加市立あおやぎ保育園
- 草加市立やつかかみ保育園

私立保育所
- ひかり幼稚舎
- ハッピーナーサリー
- かおりPutra保育園
- 優優保育園
- 草加なかよし保育園
- さくらの実保育園
- さくらの実保育園分園
- そうか草花保育園
- けやきの森保育園　清門町園
- めぇめぇこやぎこども園
- にっさとの森保育園
- 草加にじいろ保育園
- じょうえん保育園
- さくらんぼ保育園
- 草加松原どろんこ保育園
- ほっぺるランド草加谷塚
- けやきの森保育園西町
- 優優保育園 やつか
- さくらんぼ保育園分園
- 草加あおぞら保育園
- にっさとの風保育園

私立認定こども園
- 幼保連携型認定こども園あずま幼稚園（幼保連携型）
- かおりKaruna認定こども園（幼保連携型）

私立小規模保育事業所
- ニコニコルーム
- ニコニコたんぽぽ保育室
- 保育室めりーごーらんど
- もりまさ保育園草加園
- あさひなのはな保育室
- デイジー保育園　草加駅前
- ひだまり保育園
- ふぇありぃ保育園　草加園
- ふぇありぃ保育園　松原団地園
- エンジェルハウス　松原園
- そうか　こばと保育園
- かい保育園
- さくらんぼ・もみの木保育室
- エンジェルスマイル
- サン保育園
- サンベビー保育園
- まつの木保育室
- うえぞのさくら保育園
- せんちゃま保育園
- 地域型保育事業ひまわり家庭保育室
- 草加星の子保育園
- 保育室ぷち・めりー
- まつばら保育園
- アルタベビー草加園
- チャイルドシティしんでん
- アルタベビー草加文教園
- わかば中央保育室

## 越谷市
越谷市公式Webサイトより。
公立保育所
- 越谷市立蒲生保育所
- 越谷市立大袋保育所
- 越谷市立大相模保育所
- 越谷市立桜井保育所
- 越谷市立大沢第一保育所
- 越谷市立中央保育所
- 越谷市立深田保育所
- 越谷市立七左保育所
- 越谷市立荻島保育所
- 越谷市立赤山保育所
- 越谷市立蒲生南保育所
- 越谷市立新方保育所
- 越谷市立大袋北保育所
- 越谷市立宮本保育所
- 越谷市立登戸保育所
- 越谷市立赤山第二保育所
- 越谷市立蒲生第三保育所

私立保育所
- 越ヶ谷保育園
- おおたけ保育園
- の～びる保育園
- 袋山保育園
- 第二越谷保育園
- わかばの森保育園
- 南越谷保育園
- 越谷レイクタウンさくら保育園
- 松沢保育園
- の～びるこどもの家保育園
- 越谷レイクタウンさくら保育園分園
- 越谷どろんこ保育園
- あぜがみりんご保育園
- 埼玉東萌保育園
- 越谷レイクタウンどろんこ保育園
- 第二おおたけ保育園
- 西大袋保育園
- 東大沢保育園
- みずべこどもの家保育園
- にじの駅保育園
- つぐみ保育園
- つぐみ保育園分園
- エンジェルハウス保育園
- 「こころの花」ほいくえんレイクタウン駅

私立認定こども園
- 認定こども園わかばの森ナーサリー（幼保連携型）
- 第二愛隣こども園（幼保連携型）
- 認定こども園小牧（幼保連携型）
- こばとの里こども園（幼保連携型）
- 幼保連携型認定こども園越谷さくらの森（幼保連携型）
- 認定こども園しらこばと幼稚園（幼保連携型）
- 認定こども園北越谷幼稚園（幼保連携型）
- しらとりこども園（幼保連携型）
- 認定こども園まどか幼稚園（幼保連携型）

私立小規模保育事業所
- こうさぎ園弥十郎の森
- レインボーキッズ
- みらいほいくえん越谷園
- ふぇありぃ保育園　東越谷園
- 赤ちゃん保育アカデミー
- アルタベビー東越谷園
- はなたどんぐり保育園
- きらら・キッズ　おおぶくろ
- みらいほいくえん大袋駅前園
- しらこばと附属保育園大袋駅前
- しらこばと附属保育園せんげん台駅前
- エンゼルキッズ
- Kidsぷれいすバンビーノ
- キッズハウスクレヨン　あんず組
- キッズハウスクレヨン　ひよこ組
- apple tree
- イオンせんげん台スマートスマイル保育園
- 北越谷ひまわり園
- モンクール．保育園北越谷園
- みらいほいくえん北越谷園
- エンジェルハウス蒲生第一園
- エンジェルハウス蒲生第二園
- ひだまり保育園
- 南越谷保育室　ポコ・ア・ポコ
- 蒲生保育室　ポコ・ア・ポコ
- ふぇありぃ保育園　南越谷園
- ふぇありぃ保育園　蒲生園
- ぬくもりのおうち保育新越谷園
- 蒲生ちゃいるど園
- モンクール．保育園蒲生園
- バイリンガルキッズルーム・ファニー
- エンジェルハウス越谷西口園
- エンジェルハウス越谷東口園
- こうさぎ園　ひがしの森
- こうさぎ園　となりの森
- アルタベビー越谷園
- モンクール．保育園越谷東口園
- しおどめ保育園越谷
- 西方保育室　ポコ・ア・ポコ
- モンクール．保育園レイクタウン園
- エンジェルハウスレイクタウン園
- キッズハウスクレヨン　いちご組
- キッズハウスクレヨン　いるか組
- レイクタウンひまわり園
- うららか保育園
- ふぇありぃ保育園レイクタウン・トマト園
- ふぇありぃ保育園レイクタウン・レモン園

私立事業所内保育事業
- kurita のんな（東大沢整形外科内科リハビリテーションクリニック）
- あおぞらたっち保育園（越谷介護スクール）
- Kids あいあい（特定非営利活動法人合）
- すくすくキッズけいわ（慶和病院）
- あいりんのおうち
- イオンゆめみらい保育園レイクタウン

## 蕨市
蕨市公式Webサイトより。
公立保育所
- 蕨市立さくら保育園
- 蕨市立みどり保育園
- 蕨市立たんぽぽ保育園
- 蕨市立くるみ保育園
- 蕨市立さつき保育園

私立保育所
- けやき保育園
- アートチャイルドケア蕨
- けやきの森保育園蕨園
- ニチイキッズわらび保育園
- メリーポピンズ蕨北町ルーム
- 蕨すこやか保育園
- さくらさくみらい　蕨
- 蕨ゆたか保育園
- 蕨錦町ゆたか保育園

私立小規模保育事業所
- ひまわり保育園
- 保育所ちびっこランド　イオンタウンわらび塚越園
- あいの木保育園
- エバーキッズ蕨保育園
- ひなた保育園蕨園
- 保育ルーム　のぞみ
- つかさ保育園蕨市わらび園
- 保育ルームFelice蕨園
- サンロード保育園
- つかさ保育園蕨市わらび第二園
- キッズフィールドわらび北町園
- 保育ルームFelice蕨2園
- えなぎ保育園
- こまどり保育室

## 戸田市
戸田市公式Webサイトより。
公立保育所
- 戸田市立下戸田保育園
- 戸田市立新曽保育園
- 戸田市立喜沢南保育園
- 戸田市立笹目東保育園
- 戸田市立上戸田南保育園
- 戸田市立新曽南保育園
- 戸田市立笹目川保育園

私立保育所
- きざわ保育園
- ささめ保育園
- あけぼの保育園
- 戸田公園駅前さくら草保育園
- 戸田駅前保育所
- 戸田こども園
- 北戸田Jキッズステーション
- 戸田駅前さくら草保育園
- 桑の実戸田公園保育園
- とだ虹保育園
- 太陽の子下戸田保育園
- げんき保育園
- 太陽の子新曽北保育園
- よつば保育園
- あけぼの第2保育園
- 太陽の子とだ笹目保育園
- こどもの国さくら草保育園
- ニチイキッズ上戸田保育園
- にいぞ虹保育園
- すみれ保育園
- 戸田すこやか保育園
- むつみ保育園
- かんな保育園
- みずき保育園
- 戸田本町さくら草保育園
- 戸田公園すきっぷ保育園
- 太陽の子北戸田保育園
- 戸田第2すこやか保育園
- こだま虹保育園
- つくし保育園
- みんと保育園
- ココファン・ナーサリー戸田公園
- グローバルキッズ戸田駅前保育園
- 戸田公園クマさん保育所
- 戸田公園北雲母保育園
- 戸田公園西雲母保育園
- アロウラ保育園

私立小規模保育事業所
- ポッポの家保育所
- 北戸田さくら保育園
- 保育園元気キッズ
- ふるーる保育園戸田公園駅前
- なずな保育園
- ぱすてるはうす
- ひなた保育園
- チャイルドルームりとるすたあ
- なでしこ戸田第一保育園
- 保育ルームスターキッズ北戸田園
- アメリカンキッズ英語保育園戸田本町園

私立事業所内保育事業
- 埼玉ヤクルト保育園やぁみぃ保育ルーム（埼玉ヤクルト販売株式会社）
- 京葉流通倉庫株式会社Tlcキッズランド

## 入間市
入間市公式Webサイトより。
公立保育所
- 入間市立豊岡保育所
- 入間市立金子第一保育所
- 入間市立金子第二保育所
- 入間市立藤沢保育所
- 入間市立藤沢第二保育所
- 入間市立宮寺保育所
- 入間市立二本木保育所
- 入間市立東金子保育所
- 入間市立高倉保育所
- 入間市立西武中央保育所
- 入間市立黒須保育所

私立保育所
- 豊岡保育園
- あけぼの保育園
- いるま保育園
- こどものくに保育園
- ゆりかご保育園
- しらさぎ保育園
- 茶々保育園
- おおぎ第二保育園
- あけぼの保育園分園
- わかばの森保育園
- 杏ほいくえん
- 木の実保育園
- むさしっこ保育園
- どろんこ保育園

私立認定こども園
- おおぎこども園（幼保連携型）

私立小規模保育事業所
- すくすく保育園
- おひさま保育園
- 武蔵藤沢めぐみ保育園
- みつばち保育園
- 夢の森ほのぼのハニー保育園
- スクルドエンジェル保育園久保稲荷園

## 朝霞市
朝霞市公式Webサイトより。
公立保育所
- 朝霞市立本町保育園
- 朝霞市立栄町保育園
- 朝霞市立溝沼保育園
- 朝霞市立根岸台保育園
- 朝霞市立仲町保育園
- 朝霞市立東朝霞保育園
- 朝霞市立宮戸保育園
- 朝霞市立浜崎保育園
- 朝霞市立北朝霞保育園本園
- 朝霞市立北朝霞保育園分園
- 朝霞市立さくら保育園
- 朝霞市立泉水保育園

私立保育所
- 滝の根保育園
- あさかたんぽぽ保育園分園
- さわらび保育園
- あさかたんぽぽ保育園本園
- 朝霞ひだまりの森保育園
- ゆりの木保育園
- いずみばし保育園
- メリー☆ポピンズkids朝霞ルーム
- 朝霞にちじろ保育園
- つくし保育園
- 太陽と大地のこども保育園
- ひまわり保育園
- 仲町どろんこ保育園
- 仲町エンゼル保育室
- 駅前おれんじベビー保育園
- 白百合園
- おれんじゆめ保育園
- メリー☆ポピンズkids朝霞東ルーム
- 元気キッズ第二朝霞根岸台園
- 元気キッズ第二あさかリードタウン園
- 大山保育園
- 浜崎保育園
- 朝霞しらこばと保育園
- 朝霞どろんこ保育園
- メリー☆ポピンズkids北朝霞ルーム
- 北原保育園
- あさかだいアンジュ保育園
- メリー☆ポピンズ北霞東ルーム
- 三原どろんこ保育園
- 朝霞ゆりかご保育園
- メリー☆ポピンズ朝霞台ルーム
- かえで保育園
- みはら保育園

私立認定こども園
- 第二あさかたんぽぽこども園（保育所型）

私立小規模保育事業所
- さくらんぼ保育室
- さつき保育園
- ひざおりしらとり保育室
- 保育ルームフェリーチェ朝霞園
- メリー☆ポピンズ朝霞南ルーム
- 朝霞本町エンゼル保育室
- 幸町しらとり保育室
- さつき第二保育園
- めぐみ保育室
- しらとり保育室
- ちゅうりっぷ園仲町
- 元気キッズ朝霞岡園
- 愛育園
- 元気キッズ朝霞根岸台園
- 元気キッズあさかリードタウン園
- プチアンジェ
- エルアンジェ
- 三原エンゼル保育室
- どれみキッズハウス
- ベビールームゆりかご
- 朝霞たちばな保育室朝霞台
- 西弁財エンゼル保育室

私立事業所内保育事業
- Jキッズガーデン朝霞（陸上自衛隊朝霞駐屯地）

## 志木市
志木市公式Webサイトより。
公立保育所
- 志木市立いろは保育園
- 志木市立北美保育園
- 志木市立西原保育園

私立保育所
- アスク志木駅前保育園
- よつば保育園
- アンファンシェリぺあもーる
- ステラ志木宗岡保育園
- こどもの家・志木中宗岡
- アートチャイルドケア志木
- ウェルネス保育園志木
- メリーポピンズ志木ルーム
- 志木どろんこ保育園
- メープル保育園
- ありさん保育園
- おおのみち保育園
- 保育園元気キッズ志木園
- ぷりえ柳瀬川園
- メリーポピンズ志木駅前ルーム
- こどもの家・志木中宗岡上宗岡分園
- ひいらぎ保育園
- ぷりえ志木本町園
- 館第一すぎのこ保育園
- ぷりえ志木駅前園
- しきポポロ保育園
- アンファンシェリSHIKISM
- 館第二すぎのこ保育園
- 保育園元気キッズ志木柏町園

私立小規模保育事業所
- ベビールームファニー
- アメリカンキッズ英語保育園志木本町園
- ぷりえユリノ木園
- ここりの森保育園
- プティシェリ
- 笑顔のはな保育園
- あだちみどり保育園
- 保育園元気キッズ志木幸町園
- ここりの森保育園宗岡

## 和光市
和光市公式Webサイトより。
公立保育所
- 和光市立みなみ保育園
- 和光市立しらこ保育園
- 和光市立にいくら保育園
- 和光市立ほんちょう保育園

私立保育所
- ひろさわ保育園
- キッズエイド和光保育園
- 和光駅前保育園
- 下新倉みどり保育園
- ハレルヤ保育園
- ゆめの木保育園
- あすの木保育園
- 里仁育舎
- 諏訪ひかり保育園
- キッズエイド吹上保育園
- 和光プライムスター保育園
- 和光どろんこ保育園
- 中央ひなた保育園
- 下新倉プライムスター保育園
- 丸山台プライムスター保育園

私立認定こども園
- 和光なかよしこども園（幼保連携型）

私立小規模保育事業所
- 和光第2エンゼル保育室
- あそびのてんさい和光保育園
- あそびのてんさい和光北口保育園
- 保育ルームフェリーチェ和光園
- 保育ルームフェリーチェ和光Ⅱ園
- さくらさくみらい　和光
- つかさ保育園　和光市和光園
- メリーポピンズ和光ルーム
- 和光リトルスター保育園
- 下新倉リトルスター保育園
- ひだまりの保育園
- 第2ひだまりの保育園
- 和光市ひなた保育園
- わこうっちリトルスター保育園
- リトルスター保育園さつきちゃんのおうち
- 和光エンゼル保育室
- 和光第3エンゼル保育室
- しらこ北リトルスター保育園
- しらこ南リトルスター保育園
- 丸山台ひなた保育園
- 第3ひだまりの保育園
- スピカ☆リトルスター保育園
- シリウス☆リトルスター保育園
- こぐま保育室

私立事業所内保育事業
- さいたま保育園（国立病院機構埼玉病院）

## 新座市
新座市公式Webサイトより。
公立保育所
- 新座市立新座保育園
- 新座市立北野保育園
- 新座市立第一保育園
- 新座市立西堀保育園
- 新座市立栄保育園
- 新座市立第二保育園

私立保育所
- 山びこ保育園
- 北野の森保育園
- すぎのこ保育園
- ふぇありーている保育園
- みどりの丘の保育園
- 音羽の森新座保育園
- 白梅第二保育園
- まなびぐら新座保育園
- 野火止保育園
- すこやか保育園
- 白梅保育園
- キッド・ステイ新座保育園
- アヤ保育園
- 光保育園
- 光第二保育園
- 新堀保育園
- 新座どろんこ保育園
- まきば第二保育園
- 妙音沢もみじ保育園
- 竹の子保育園
- みき保育園
- 横田保育園
- 保育園元気キッズ新座池田園
- まきば保育園
- かりやなかよし保育園
- 栗原保育園
- けやきの森保育園栗原園
- けやきの森保育園栗原第二
- まこと保育園
- はなにこマロン保育園

私立認定こども園
- 認定こども園第二新座幼稚園（幼保連携型）

私立小規模保育事業所
- ぷりえ
- ぷりえ駅前園
- ラポール
- 志木駅前そらいろ保育園
- こどもの森志木ルーム
- 新座駅前みさと保育園
- さつき新座第二保育園
- 元気キッズ新座園
- 保育ルームフェリーチェ新座園
- ル･アンジェ新座志木保育園
- ちゅうりっぷ園新堀
- 元気キッズ新座新堀園
- にいざ馬場保育園
- 元気キッズ新座栄園
- 保育室クローバー
- すくすく新座栄園
- さつき新座保育園
- ふたば保育ルーム
- 元気キッズ新座栗原園
- オリーブの木保育ルーム
- ぽっぽ保育園
- あそびの保育園
- ラポール栗原園
- ラポール栗原第2園
- 正光寺保育園新座石神園

## 桶川市
桶川市公式Webサイトより。
公立保育所
- 桶川市立鴨川保育所
- 桶川市立北保育所
- 桶川市立坂田保育所
- 桶川市立日出谷保育所

私立保育所
- 桶川たんぽぽ保育園
- カオルキッズランド保育園
- 桶幼どれみ保育園
- アートチャイルドケア桶川
- さくら保育園
- メリーポピンズ桶川ルーム

私立認定こども園
- 認定こども園ひがし幼稚園ひがし保育園（幼保連携型）
- 桶川ときわこども園（幼保連携型）
- 認定こども園ひだまり（幼保連携型）

私立小規模保育事業所
- あゆみ保育園
- なのはな保育園
- バンビーナ桶川ビュータワー園
- なのはな第2保育園
- ひがし保育園乳児室

私立事業所内保育事業
- 埼玉ヤクルト保育園桶川東もぐもぐ保育ルーム（埼玉ヤクルト販売株式会社）

## 久喜市
久喜市公式Webサイトより。
公立保育所
- 久喜市立さくら保育園
- 久喜市立すみれ保育園
- 久喜市立ひまわり保育園
- 久喜市立あおば保育園
- 久喜市立中央保育園
- 久喜市立中央保育園分園

私立保育所
- はるみ保育園
- たから保育園
- おひさま保育園
- 久喜きららの杜保育園
- あやめ保育園
- おばやし保育園
- 栗橋保育園
- 栗橋保育園分園
- おおしか保育園
- なずなの森保育園
- 南栗橋保育園
- 鷲宮保育園
- 鷲宮第二保育園
- 鷲宮第二保育園分園
- 鷲宮桜が丘保育園
- JR東鷲宮駅前東鷲宮保育園

私立認定こども園
- 幼保連携型認定こども園久喜みなみこども園（幼保連携型）
- そらにとどくき認定こども園ののの（幼保連携型）
- 幼保連携型認定こども園あけぼの幼稚園（幼保連携型）
- 幼保連携型認定こども園あけぼの東幼稚園（幼保連携型）
- 幼保連携型認定こども園菖蒲幼稚園（幼保連携型）
- 認定こども園こどもむらさくらのもり（幼保連携型）
- 認定こども園こどもむら栗橋さくら幼稚園（幼保連携型）
- 幼保連携型認定こども園さくらだこども園（幼保連携型）

私立小規模保育事業所
- たんぽぽ保育園
- ゆり保育園
- パンダ保育園
- ひだまり保育園
- らぁむ保育園久喜園
- すずらん保育園
- きららの杜　久喜小規模保育園
- きりん保育園
- こどもむら駅前保育園　さくらのはな
- こどもむら保育園　さくらいろ
- こじか保育園
- しおどめ保育園久喜

## 北本市
北本市公式Webサイトより。
公立保育所
- 北本市立中央保育所
- 北本市立東保育所
- 北本市立栄保育所
- 北本市立深井保育所

私立保育所
- 高尾保育園
- 中丸保育園
- みなみの森保育園
- 緑の詩保育園

私立認定こども園
- みなみ絵本のこども園（幼保連携型）
- 北本東スマイルこども園（幼保連携型）

私立事業所内保育事業
- 埼玉ヤクルト保育園北本もぐもぐ保育ルーム（埼玉ヤクルト販売株式会社）
- ことりの詩保育園

## 八潮市
八潮市公式Webサイトより。
公立保育所
- 八潮市立八条保育所
- 八潮市立伊草保育所
- 八潮市立中馬場保育所
- 八潮市立南川崎保育所
- 八潮市立大曽根保育所
- 八潮市立古新田保育所

私立保育所
- 八潮ひまわり保育園
- やしお花桃保育園
- けやきの森保育園やしお
- 八潮かえで保育園
- やしおエンゼル保育園
- しおどめ保育園八潮駅北
- 八潮なないろ保育園
- コビープリスクールやしおステーション
- けやきの森保育園やしお桜園
- 八潮みひかり保育園
- みつもり保育園
- コビープリスクールやしおフレスポ
- 八潮しおどめ保育園
- よつもり保育園
- コビープリスクールやしお

私立認定こども園
- 認定こども園しおどめの森（幼保連携型）

私立小規模保育事業所
- しおどめ保育園小規模認可
- みひかり保育園
- ふぇありぃ保育園八潮駅南口園
- ふぇありぃ保育園八潮中央園
- もりまさ保育園
- おひさま保育園
- しおどめ保育園八潮茜町
- ふぇありぃ保育園八潮大瀬園
- おひさま保育園フレンズ
- アルタベビーやしお園
- やしお子心保育園
- アルタベビーやしお駅前園

## 富士見市
富士見市公式Webサイトより。
公立保育所
- 富士見市立第一保育所
- 富士見市立第二保育所
- 富士見市立第三保育所
- 富士見市立第四保育所
- 富士見市立第五保育所
- 富士見市立第六保育所

私立保育所
- ふじみ野保育園
- こばと保育園
- 子どものそのBaby保育園
- 西みずほ台保育園
- 勝瀬こばと保育園
- けやきわかば保育園
- 富士見すくすく保育園
- 針ヶ谷保育園
- ナーサリースクール☆SUKUSUKU
- 慶櫻ふじみ保育園
- 鶴瀬れんげ保育園
- Kid's Gardenきらり保育園

私立認定こども園
- 富士見れんげこども園（保育所型）
- 南畑幼稚園・なんばた保育園（幼保連携型）
- きたはら幼稚園・ナーサリーKITAHARA（幼保連携型）
- けやき子ども園（幼保連携型）

私立小規模保育事業所
- ベビーパレス私立成城保育室
- ベビーキャッスル私立白金保育室
- ピッコリーノぴよぴよ
- つるせつくしっこルーム
- 保育ルーム針ケ谷
- さくらんぼ保育園
- このえふじみ野小規模保育園
- 南畑小規模保育園　あおぞら
- 1・2　SUKUSUKU
- 鶴瀬れんげ保育室

## 三郷市
三郷市公式Webサイトより。
公立保育所
- 三郷市立上口保育所
- 三郷市立丹後保育所
- 三郷市立高州保育所
- 三郷市立さくら保育所
- 三郷市立彦成保育所
- 三郷市立早稲田保育所

私立保育所
- つくし保育園
- コビープリスクールみさととがさき
- コビープリスクールみさとながとろ
- 三郷ひだまり保育園
- みさとしらゆり保育園
- みさとこころ保育園
- 美咲保育園
- レイモンド戸ヶ崎保育園
- レイモンド新三郷保育園
- コビープリスクールみさとたかの
- みさとしらゆり第2保育園
- わせだっこ中央保育園
- 桜花保育園三郷園
- スクルドエンジェル保育園三郷中央園
- フレンドキッズランド三郷園
- さんぴこナーサリースクール
- さんぴこ中央ナーサリースクール

私立認定こども園
- わせだ（幼保連携型）
- 栄光けやきの森（幼保連携型）
- みさとさくらの森（幼保連携型）
- 埼玉さくら幼稚園（幼保連携型）

私立小規模保育事業所
- さんぴこ保育園
- 三郷中央すずらん保育園
- みさとわせだスマート保育園
- ニチイキッズ新三郷保育園
- MIRATZ三郷中央第一保育園
- MIRATZ三郷中央第二保育園
- しおどめ保育園三郷中央

私立事業所内保育事業
- ひまわり保育園（株式会社純誠会）
- しらゆりナーサリールーム（社会福祉法人千葉学園）

## 蓮田市
蓮田市公式Webサイトより。
公立保育所
- 蓮田市立中央保育園
- 蓮田市立閏戸保育園
- 蓮田市立黒浜保育園
- 蓮田市立蓮田南保育園
- 蓮田市立東保育園
- 蓮田市立蓮田ねがやど保育園
- 蓮田市立蓮田みぬま保育園

私立保育所
- とねの会はすだ保育園

私立認定こども園
- 認定こども園しらゆり（幼保連携型）
- 花星こども園（保育所型）

私立小規模保育事業所
- 星の子保育園
- 星の子ステラ保育園
- 保育園フルーツバスケット
- ゆめの木保育園
- スクルドエンジェル保育園蓮田駅前園

## 坂戸市
坂戸市公式Webサイトより。
公立保育所
- 坂戸市立東坂戸保育園
- 坂戸市立坂戸保育園
- 坂戸市立千代田保育園
- 坂戸市立薬師保育園
- 坂戸市立城山保育園

私立保育所
- みのり保育園
- あさば保育園
- キッズハーモニー・坂戸
- さつき保育園
- アスクわかば保育園
- レイモンド坂戸保育園
- むぎのこ保育園
- 坂戸さくら保育園
- フラップ坂戸保育園

私立小規模保育事業所
- のびのび保育室
- 子どもの夢保育園南口ハウス
- 子どもの夢保育園北口ハウス
- さかどキッズステーション
- 保育所ちびっこランド坂戸千代田園
- つぼみ保育園
- こひつじ園緑町
- ポレポレ保育室
- 北坂戸東口駅前保育園
- きらら保育園
- 坂戸三光保育園
- こひつじ園塚越
- 大家森の子

## 幸手市
幸手市公式Webサイトより。
公立保育所
- 幸手市立第一保育所
- 幸手市立第二保育所
- 幸手市立第三保育所

私立保育所
- てんじん保育園
- トット保育園
- エール保育園
- 幸手きららの杜保育園

## 鶴ヶ島市
鶴ヶ島市公式Webサイトより。
公立保育所
- 鶴ヶ島市立鶴ヶ島保育所
- 鶴ヶ島市立富士見保育所
- 鶴ヶ島市立川鶴保育園

私立保育所
- あたご保育園
- さかえ保育園
- はちの巣保育園
- 菜の花保育園
- 笹久保さくら保育園
- いちご保育園
- 第二はちの巣保育園
- かこのこ保育園
- 鶴ヶ島みどり保育園
- かもめ保育園

私立認定こども園
- 白百合幼稚園（幼保連携型）

私立小規模保育事業所
- 鶴ヶ島いろどり保育室
- ベビーかろーれ
- つるの子保育園
- すみれ保育園

私立事業所内保育事業
- メルヘン保育園（社会医療法人社団新都市医療研究会 〔関越〕会）

## 日高市
日高市公式Webサイトより。
公立保育所
- 日高市立高麗川保育所
- 日高市立高麗保育所
- 日高市立高根保育所

私立保育所
- 高萩保育園
- 開栄保育園
- あさひ保育園
- 光進保育園
- 日高どろんこ保育園

私立認定こども園
- フレンド認定こども園（幼保連携型）
- 日高ふじみだい認定こども園（幼保連携型）

私立小規模保育事業所
- キッズあさひ

私立事業所内保育事業
- 武蔵台わんぱく保育園（医療法人和会　武蔵台病院）

## 吉川市
吉川市公式Webサイトより。
公立保育所
- 吉川市立第一保育所
- 吉川市立第二保育所

私立保育所
- 青葉保育園
- よしかわエンゼル保育園
- 育暎保育園
- 吉川つばさ保育園
- コビープリスクールよしかわみなみ
- コビープリスクールよしかわステーション
- かほ保育園
- きらり美南保育園
- 吉川美南ちとせ保育園
- つつじ保育園
- よしかわ杜の保育園
- よしかわフラワー保育園
- こぐま保育園
- こぐま保育園マミー
- ふぇありぃ保育園吉川園
- ナーサリールームつばさ
- hoiku縁
- おひさま保育園
- ふぇありぃ保育園吉川美南園

私立認定こども園
- 認定こども園吉川さくらの森（保育所型）

## ふじみ野市
ふじみ野市公式Webサイトより。
公立保育所
- ふじみ野市立上野台保育所
- ふじみ野市立霞ヶ丘保育所
- ふじみ野市立滝保育所
- ふじみ野市立大井保育所
- ふじみ野市立新田保育所

私立保育所
- たんぽぽ保育園
- ふじみ野なかよし保育園
- 花の木なかよし保育園
- 麦っ子保育園
- 子どものその苗間保育園
- たんぽぽ第二保育園
- 亀久保ひまわり保育園
- ふじみ野どろんこ保育園
- 上福岡おひさま保育園
- 分園上福岡おひさま保育園
- 三丁目すまいる保育園
- かすが保育園
- 風の里保育園
- ゆずり葉保育園
- 緑保育園
- 鶴ヶ岡すまいる保育園

私立認定こども園
- 子どものその幼保連携型認定こども園（幼保連携型）
- 幼保連携型認定こども園星和幼稚園（幼保連携型）

私立小規模保育事業所
- いちご保育室
- おともだち保育室
- たけっ子保育室
- ひよこ保育室

私立事業所内保育事業
- さくらんぼ保育室（医療法人誠壽会　上福岡総合病院）

## 白岡市
白岡市公式Webサイトより。
公立保育所
- 白岡市立西保育所
- 白岡市立千駄野保育所
- 白岡市立高岩保育所

私立保育所
- 興善寺保育園
- しらおか虹保育園
- ピノ保育園白岡
- はっぴー白岡園
- うぐす保育園新白岡

私立小規模保育事業所
- フレンドキッズランド新白岡西口
- フレンドキッズランド新白岡東口
- 白岡めばえ保育園
- はっぴー保育園白岡駅東口園
- 太陽さんさん白岡園
- 希望の杜保育園

## 伊奈町
伊奈町公式Webサイトより。
公立保育所
- 伊奈町立北保育所
- 伊奈町立南保育所

私立保育所
- カオルキッズランド伊奈園
- みちのこ保育園
- ピノ保育園
- 伊奈ゆたか保育園
- きむら伊奈保育園
- つくしんぼ保育園

私立小規模保育事業所
- おれんじ保育園
- おれんじ北保育園
- ドレミナーサリー

## 三芳町
三芳町公式Webサイトより。
公立保育所
- 三芳町立第三保育所

私立保育所
- 桑の実三芳保育園
- あずさ保育園
- 三芳元氣保育園
- そよかぜ保育園

私立小規模保育事業所
- ベビールーム　つくしっこ
- 保育ルーム　げんき三芳園
- すくすく保育園

## 毛呂山町
毛呂山町公式Webサイトより。
公立保育所
- 毛呂山町立ゆずの里保育園
- 毛呂山町立旭台保育園

私立保育所
- あけぼの幼児園
- 毛呂山みどり保育園
- ながせ保育園

私立認定こども園
- 認定こども園ときわぎこども園（幼保連携型）

私立小規模保育事業所
- こひつじ愛児園

## 越生町
越生町公式Webサイトより。
公立保育所
- 越生町立越生保育園

私立保育所
- 山吹保育園

## 滑川町
滑川町公式Webサイトより。
私立保育所
- 第二ハルム保育園
- つきのわ保育園
- 白い馬保育園
- どんぐり保育園
- よつば保育園
- 第二どんぐり保育園

私立認定こども園
- ハルムこどもえん（幼保連携型）

## 嵐山町
嵐山町公式Webサイトより。
私立保育所
- 東昌保育園
- 東昌第二保育園
- 嵐山若草保育園
- 嵐山しらこばと保育園

私立小規模保育事業所
- めぐみのその保育園

私立事業所内保育事業
- たいよう保育所（太陽ホールディングス株式会社）

## 小川町
小川町公式Webサイトより。
公立保育所
- 小川町立大河保育園
- 小川町立八和田保育園

私立保育所
- 小川保育園
- 小川っ子保育園
- 小川エンゼル保育園
- 小川大芦保育園

## 川島町
川島町公式Webサイトより。
公立保育所
- 川島町立けやき保育園
- 川島町立さくら保育園

私立保育所
- あすか川島保育園

## 吉見町
吉見町公式Webサイトより。
公立保育所
- 吉見町立よしみけやき保育所

## 鳩山町
鳩山町公式Webサイトより。
私立保育所
- ひばり保育園
- ひばりゆりかご保育園

私立事業所内保育事業
- ひまわり保育ルーム（特別養護老人ホーム鳩山松寿園）

## ときがわ町
ときがわ町公式Webサイトより。
公立保育所
- ときがわ町立玉川保育園
- ときがわ町立平保育園

私立保育所
- はなぞの保育園

## 横瀬町
横瀬町公式Webサイトより。
公立保育所
- 横瀬町立横瀬町保育所

私立認定こども園
- 幼保連携型認定こども園秩父ほうしょう幼稚園（幼保連携型）

## 皆野町
皆野町公式Webサイトより。
私立保育所
- 明星保育園
- 国神保育園

## 長瀞町
長瀞町公式Webサイトより。
私立保育所
- 高砂保育園
- たけのこ保育園

## 小鹿野町
小鹿野町公式Webサイトより。
公立保育所
- 小鹿野町立おがの保育所
- 小鹿野町立両神保育所

公立認定こども園
- 小鹿野町立おがのこども園（幼保連携型）

私立保育所
- ひまわり保育園

## 東秩父村
東秩父村公式Webサイトより。
公立保育所
- 東秩父村立城山保育園

## 美里町
美里町公式Webサイトより。
私立保育所
- みざくら保育園
- 松久保育園
- みさと保育園
- ようりん保育園

## 神川町
神川町公式Webサイトより。
公立保育所
- 神川町立丹荘保育所
- 神川町立青柳保育所

私立保育所
- 渡瀬保育園

## 上里町
上里町公式Webサイトより。
公立保育所
- 上里町立空の杜保育園

私立保育所
- ひまわり保育園
- 安盛保育園
- めぐみ保育園
- れいんぼー保育園
- 上里町かがやき保育園

私立認定こども園
- 萠美チェリッシュこども園（幼保連携型）

## 寄居町
寄居町公式Webサイトより。
公立保育所
- 寄居町立寄居保育所
- 寄居町立男衾保育所

私立保育所
- こぶし保育園
- ゆずの木保育園
- いずみ保育園
- 寄居のこキッズ保育園
- ようど保育園

私立小規模保育事業所
- 小規模保育園いずみ

## 宮代町
宮代町公式Webサイトより。
公立保育所
- 宮代町立みやしろ保育園
- 宮代町立国納保育園

私立保育所
- 百間保育園
- 姫宮保育園
- 本田保育園

私立小規模保育事業所
- カインド・ナーサリー本田5丁目園
- カインド・ナーサリー本田2丁目園
- カインド・ナーサリーピアシティ園

## 杉戸町
杉戸町公式Webサイトより。
公立保育所
- 杉戸町立泉保育園
- 杉戸町立高野台保育園
- 杉戸町立すぎと保育園

私立保育所
- 高野台こどもの家保育園
- 双葉保育園
- 杉戸みちのこ保育園

## 松伏町
松伏町公式Webサイトより。
公立保育所
- 松伏町立第一保育所

私立保育所
- ゆたか保育園
- かしのき保育園

私立認定こども園
- 認定こども園こどものもり（幼保連携型）
- 認定こども園みどりの丘こども園（幼保連携型）